# 大名烧麦
大名烧麦或称大名府烧麦、大名清真烧麦，是河北邯郸市地区一种风味烧麦小吃。
烧麦早在元朝就有了，明朝时期称为「纱帽」，清朝称「鬼蓬头」，其风味与制作方法南方和北方各不相同。而大名烧麦，已有六七百年的历史，明末清初时期大名府城内就有烧麦馆。
而大名烧麦最正宗的当属杨八大名烧麦，杨八大名烧麦始于1878年，最开始的时候是杨家先人用推车沿街叫卖，后来搭篷车设摊位，到现在的多家分店经营。杨家烧麦用最纯正羊肉做馅，皮薄馅大，一口咬下满嘴流油，稍微带有羊肉的膻味，杨家的配料也非常独特，是自制的土芥末，配上烧麦吃味道很好，也不呛鼻。